# Иродов, Денис Вадимович
Дени́с Вади́мович И́родов (род. 9 июля 2002, Горно-Алтайск) — российский биатлонист, чемпион России, трёхкратный чемпион мира среди юношей. Мастер спорта России.

## Биография
Денис родился и вырос в Горно-Алтайске. Впервые встал на лыжи в 3-летнем возрасте, а профессионально спортом стал заниматься в 2010 году в местной ДЮСШ. В школьные годы совмещал занятия по лыжным гонкам с биатлоном, становился призёром Сибирского федерального округа по лыжам. Первым и личным наставником спортсмена является его отец, Вадим Карпович Иродов.
Студент психолого-педагогического факультета Горно-Алтайского государственного университета.

### Карьера
Дебютировал на международных соревнованиях в 2020 году на юношеских Олимпийских играх в швейцарской Лозанне, где завоевал две серебряные медали: в спринте и смешанной эстафете.
Пиком юниорской карьеры Дениса стал молодёжный чемпионат мира-2021 в австрийском Обертиллиахе, на котором он первым в истории биатлона выиграл все 3 личные гонки в категории U19. Благодаря такому достижению, глава Республики Алтай Олег Хорохордин вручил спортсмену сертификат на приобретение квартиры. 
В следующем сезоне 2021/2022 выступил на одном этапе юниорского Кубка IBU в Италии, но остался без наград. В дальнейшем выступал только на всероссийских соревнованиях, в которых неоднократно становился победителем и призёром среди юниоров.
Перед сезоном 2024/2025 Денис, выступавший ранее за Новосибирскую область и Республику Алтай, перешёл в Московскую область. В сентябре завоевал свою первую взрослую медаль: в рамках летнего этапа Кубка Содружества в Красноярске спортсмен выиграл бронзу масс-старта. В марте 2025 года впервые стал чемпионом России, завоевав золотую медаль в смешанной эстафете на первенстве в Тюмени, а в классической эстафете стал бронзовым призёром.